# Krata podgrup

Krata podgrup grupy diedralnej

Krata podgrup – krata złożona z podgrup danej grupy uporządkowana za pomocą zawierania; kresami dolnym i górnym są odpowiednio iloczyn mnogościowy oraz grupa generowana przez sumę mnogościową podgrup (w przypadku grup abelowych za kres górny przyjmuje się iloczyn kompleksowy).

## Przykład
Grupa diedralna {\displaystyle D_{4}} izometrii kwadratu zawiera dziesięć podgrup wliczając w to nią samą i podgrupę trywialną; kratę przedstawiono na rysunku obok – na dole znajduje się podgrupa trywialna, wyżej pięć podgrup rzędu {\displaystyle 2} generowanych odpowiednio (na rysunku od lewej do prawej) poprzez symetrię względem osi pionowej, poziomej, obrót o kąt półpełny i dwa odbicia o osiach zawierających przekątne kwadratu; wyżej znajdują się trzy grupy, każda z nich zawierająca cztery elementy (w tym w środku grupa cykliczna obrotów); na samym szczycie znajduje się podgrupa niewłaściwa.